# Емульгування
Емульгування (від лат. emulgeo – дою) (рос.эмульгирование, англ. emulsification; нім. Emulgierung f) – процес приготування емульсій. 

## Загальна інформація
Здійснюється шляхом диспергування однієї рідини в іншій або конденсацією – виділенням крапельок рідини з перенасичених парів, розчинів або розплавів. Диспергування здійснюють шляхом перемішуванні мішалками різних типів, пропусканням суміші рідин через вузькі зазори тощо. 
Процеси емульгування та деемульгування (деемульсації) відіграють основну роль при зневодненні сирої нафти, очищенні нафтових ємностей, танкерів, при одержанні бітумних(асфальтових) емульсій, при переробці емульсій натурального каучуку, одержанні консистентних змазок, охолоджувальних рідин у металообробці. При збагаченні корисних копалин Е. реагентів зменшує їх витрати та підвищує ефективність процесів.

## Приклади

### ЕМУЛЬГУВАННЯ НАФТИ
ЕМУЛЬГУВАННЯ НАФТИ, (рос.эмульгирование нефти; англ. petroleum emulsification; нім. Emulgierung f) – процес утворення нафтових емульсій (зворотний деемульсації) під дією емульгаторів та (чи) енергії розширення газу, механічної та ін. У системах видобування та збирання нафти Е. відбувається внаслідок диспергування нафти і води в процесі роботи глибинних насосів, у фонтанних та газліфтних свердловинах – внаслідок виділення газу з нафти, підсилюється дією емульгаторів природних.